# Sergio Pereyra
Sergio Ricardo Pereyra La Fuente (Córdoba, 17 de abril de 1959) es un exfutbolista internacional argentino y entrenador de fútbol. Jugaba de centrodelantero.

## Trayectoria
Inició su carrera en el Club Atlético Belgrano de Córdoba, equipo de su ciudad natal, en el año 1974 y en el cual estuvo hasta 1977. Posteriormente, en el año 1978, pasó al Argentinos Juniors, luego se fue a jugar en General Paz Juniors hasta fines de 1983. 
En 1984 es traspasado al CNI de Iquitos, saliendo así de su país y teniendo su primera experiencia en el extranjero, donde jugó 67 partidos anotando en ellos 26 goles.
Luego fue traspasado al Carlos Mannucci de Trujilo. Con este mismo club consiguió el Torneo Regional de 1985 contra Los Espartanos y convirtiéndose en uno de los máximos referentes del equipo carlista. En el 1988 jugó por el Correcaminos de México. 
Tuvo un corto paso por el Alianza Fútbol Club de El Salvador, jugando por este club agredió al árbitro por lo que recibió 20 fechas de suspensión y así terminando resolviendo su contrato, esa misma temporada el equipo se consagraría campeón nacional, por lo que forma parte de dicho plantel.
Vuelve al Perú para jugar por el Carlos Mannucci., club donde se sintió más querido a lo largo de su carrera, se retira definitivamente del futbol profesional en 1992. Después de ello, se establece en Trujillo por lo que tres años después dirige interinamente al primer equipo.

## Clubes

### Como jugador
| Club                | País        | Año         |
| ------------------- | ----------- | ----------- |
| CA Belgrano         | Argentina   | 1974 - 1977 |
| Argentinos Juniors  | Argentina   | 1978        |
| General Paz Juniors | Argentina   | 1979 - 1983 |
| CNI de Iquitos      | Perú        | 1984 - 1985 |
| Carlos A. Mannucci  | Perú        | 1986 - 1988 |
| Correcaminos        | México      | 1988 - 1989 |
| Alianza FC          | El Salvador | 1989        |
| Carlos A. Mannucci  | Perú        | 1990 - 1992 |

### Como entrenador
| Club               | País | Año  |
| ------------------ | ---- | ---- |
| Carlos A. Mannucci | Perú | 1996 |

## Palmarés

### Copas oficiales
| Título           | Club       | País        | Año  |
| ---------------- | ---------- | ----------- | ---- |
| Torneo Regional  | Belgrano   | Argentina   | 1975 |
| Primera División | Alianza FC | El Salvador | 1989 |